# Кралица Марго
„Кралица Марго“ (на френски: La Reine Margot) е исторически роман, написан от Александър Дюма - баща през 1845 година. Той е първа част на триологията „Ренесанс“. Поредицата продължава с „Графиня дьо Монсоро“
 Внимание:  Текстът по-долу разкрива сюжета на произведението (или части от него)!
Действието на романа се развива по време на сватбата на Маргарита Валоа (дъщеря на Катерина де Медичи) и Анри Наварски, бъдещият Анри IV през 1572 и смъртта на Шарл IX през 1574. Дюма описва интригите в двореца, Вартоломеевата нощ и идеите на Ренесанса. Кралицата е влюбена в Ла Мол, а нейната приятелка – херцогиня дьо Невер, в най-добрия приятел на Ла Мол – Анибал дьо Коконас. След сложни преплетни и интриги историята завършва с измъчването и убийството на двамата приятели, по нареждане на Катерина (която малко по-късно убива сина си, крал Шарл IX, като го отравя с арсеник). В историята са замесени и Херцозите Д’Алансон и Д’Анжу, както и други интересни и известни хора от времето.